# Уилямс (Калифорния)
Уилиямс (на английски: Williams) е град в окръг Колуза, щата Калифорния, САЩ. Уилиямс е с население от 5349 жители (по приблизителна оценка от 2017 г.) и обща площ от 14,1 km². Намира се на 25 m надморска височина. ЗИП кодовете му са 95987, а телефонният му код е 530.